# Malkovka
Malkovka (en rus: Мальковка) és un poble de l'óblast de Kémerovo, a Rússia, que en el cens del 2010 tenia 153 habitants, pertany al districte de Mariïnsk.